# Saint-Geniez-d'Olt

Saint-Geniez-d'Olt este o comună în departamentul Aveyron din sudul Franței. În 1 ianuarie 2018 avea o populație de 2.046 de locuitori.